# Beautiful, But Why?
Beautiful, But Why? är ett studioalbum av Louise Hoffsten, släppt 22 november 1999. Det placerade sig som högst på 28:e plats på den svenska albumlistan.

## Låtlista
1. Beady Blue Eyes
2. Too Happy for the Blues
3. Try a Little Harder
4. Nowhere in this World
5. Don't Take
6. Fire is a Good Thing
7. Sweet Poison
8. Please Remind Me
9. From Green to Blue
10. Silence
11. Beautiful, But Why
12. Together Alone

## Listplaceringar
| Lista (1999-2000) | Topplacering |
| ----------------- | ------------ |
| Sverige           | 28           |